# Resortes Antagónicos
Resortes Antagónicos fue un grupo de rock argentino, formado en Buenos Aires en el año 1988. Su música fusionó estilos como el rock, el funk, el blues y soul. 
Comenzaron a fines de los 80 con Sergio Perez a la Cabeza. En algún momento estaba Eduardo "Escuby" Escobar en los teclados y Mariela Chitalo en Saxo. Sus primeros Hits eran temas como "Contramensajes", "Dirección Obligatoria", "Zona Delicada", "Tu pistola", entre otros.
El grupo tuvo una incursión en la escena underground porteña en los años 90 y editaron dos trabajos discográficos: Resortes Antagónicos (1995) y Acerca de lejos (1997). Se separaron en 1998, cuando sus dos vocalistas, Daniel Suárez y Germán Sbarbati, serían convocados para formar parte del grupo de rock alternativo, llamado Bersuit Vergarabat, en calidad de coristas. Tocaron en clubes de Castelar sur como "Club Atlético Marina" donde llenaron el lugar.

## Discografía
- Resortes Antagónicos (1995)
- Acerca de lejos (1997)